# Percivall Pott

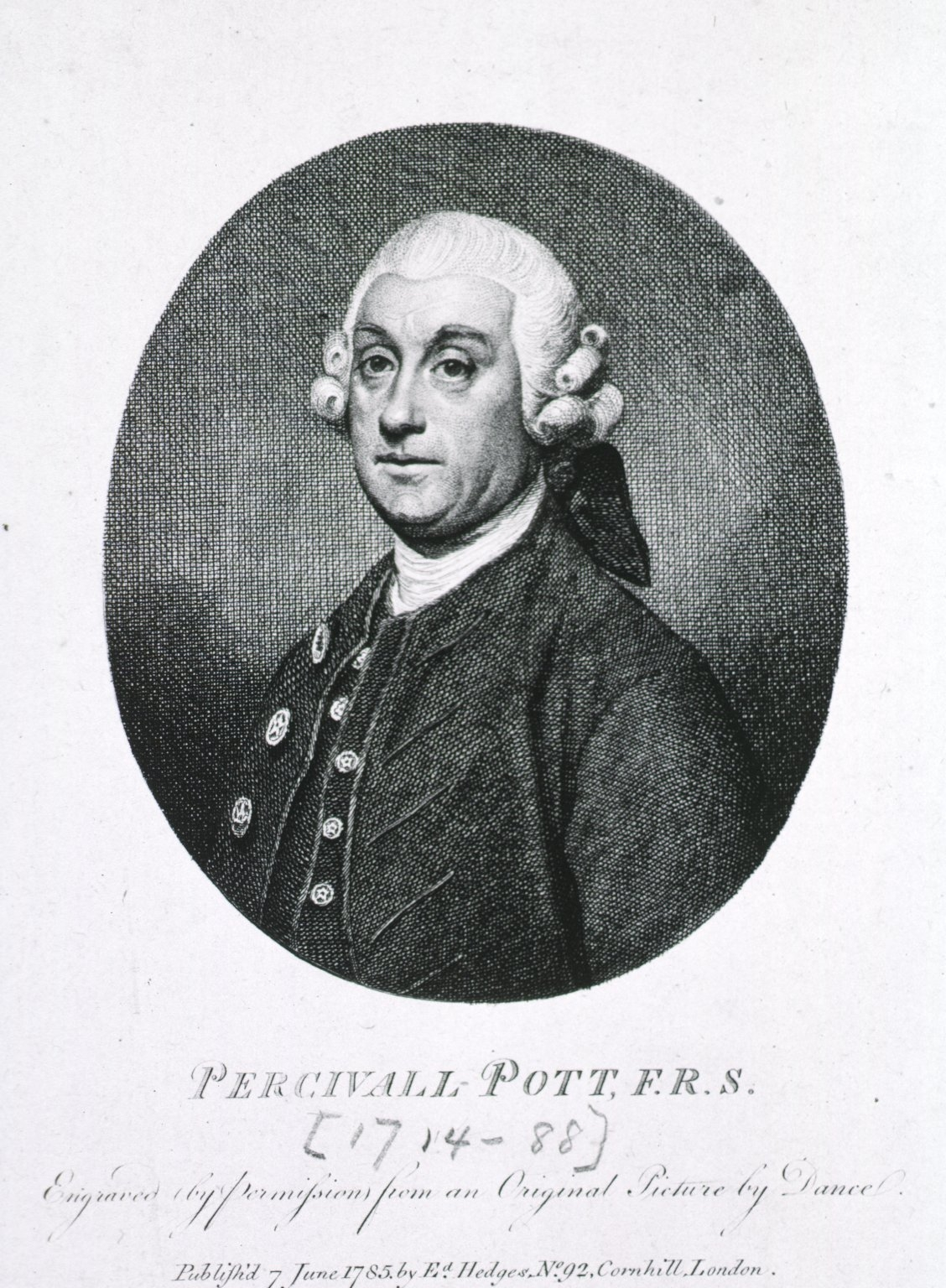
Percivall Pott

Percivall Pott (ur. 6 stycznia 1714 w Londynie, zm. 22 grudnia 1788 w Londynie) – angielski chirurg. Twórca metod operacyjnych. Opisał gruźlicze zapalenie kręgosłupa z garbem, tzw. chorobę Potta, a także raka moszny jako chorobę zawodową kominiarzy. Był członkiem Royal Society w Londynie.